# Mościska (Grande-Pologne)
Pour les articles homonymes, voir Mościska.
Mościska (prononciation : [mɔɕˈt͡ɕiska]) est un  village polonais de la gmina de Wysoka dans le powiat de Piła de la voïvodie de Grande-Pologne dans le centre-ouest de la Pologne.
Il se situe à environ 7 kilomètres à l'ouest de Wysoka (siège de la gmina), 19 kilomètres à l'est de Piła (siège du powiat), et à 88 kilomètres au nord de Poznań (capitale de la Grande-Pologne).

## Histoire
De 1975 à 1998, le village faisait partie du territoire de la voïvodie de Piła.

Depuis 1999, Mościska est situé dans la voïvodie de Grande-Pologne.
Le village possède une population d'environ 310 habitants en 2012.